# Линден (Вестервальд)
Линден (нем. Linden) — община в Германии, в земле Рейнланд-Пфальц.
Входит в состав района Вестервальд. Подчиняется управлению Хахенбург. Население составляет 152 человека (на 31 декабря 2010 года). Занимает площадь 2,51 км².